# دانکن لورنس
دانکن لورنس (به انگلیسی: Duncan Laurence) (زاده ۱۱ آوریل ۱۹۹۴) خواننده هلندی است. او در مسابقه آواز یوروویژن ۲۰۱۹ نماینده هلند بود و با ترانهٔ آرکید به مقام نخست دست یافت.
وی دوجنس‌گراست و در ۵ اکتبر ۲۰۲۰ اعلام کرد که با دوست‌پسر آمریکاییش، جردن گارفیلد، نامزد کرده‌است.